# Josef Thelen
Josef „Jupp“ Thelen (* 25. Februar 1941; † 3. Juni 2007) war ein deutscher Fußballspieler.
Seine Karriere begann der Abwehrspieler beim Amateurverein SG Eschweiler in der drittklassigen Verbandsliga. Im Jahr 1963 wechselte Jupp Thelen in die Regionalliga West zu Alemannia Aachen, für die er bis 1970 aktiv war. Mit der Alemannia stand er im DFB-Pokal-Finale 1965 gegen Borussia Dortmund und erreichte 1967 noch einmal das Halbfinale gegen den Hamburger SV. Im selben Jahr, es war die Regionalliga-Saison 1966/67, gewann Josef Thelen mit Aachen die Meisterschaft und man wurde Erster der Aufstiegsrunde zur Fußball-Bundesliga. Sein Debüt in der Bundesliga feierte der Abwehrmann am 4. Spieltag beim 1:0-Sieg bei Borussia Neunkirchen. In der Saison 1968/69 wurde er mit Alemannia Aachen deutscher Vizemeister hinter dem FC Bayern München. Ein Jahr später folgte jedoch der Abstieg aus der Bundesliga und Thelen beendete seine Vertragsspielerkarriere.
Josef Thelen absolvierte insgesamt 88 Bundesliga-Spiele (ein Tor) sowie 88 Spiele in der Regionalliga West.

## Vereine
- Vorher - SG Eschweiler
- 1963–1970 Alemannia Aachen